# Skagabyggð
Skagabyggð war eine Gemeinde im Nordwesten von Island. Am 1. Januar 2023 hatte die Gemeinde 89 Einwohner. Sie wurde am 1. August 2024 mit der Gemeinde Húnabyggð zusammengelegt.

## Geografie
Die Gemeinde lag am Ostufer des Húnaflói. Im Nordosten des ehemaligen Gemeindegebiets befindet sich die Skagaheiði.
Der größte See ist der Langavatn nördlich der Skagastrandarfjöll.
Nord- und Südteil der Gemeinde wurden durch die dazwischenliegende Gemeinde Skagaströnd abgegrenzt.
Südlich des ehemaligen Gemeindegebiets lag die Gemeinde Húnabyggð mit der Stadt Blönduós, östlich liegt Skagafjörður.

## Geschichte
Skagabyggð wurde am 31. Dezember 2001 durch den Zusammenschluss der beiden Landgemeinden Vindhælishreppur und Skagahreppur gebildet.

## Einwohnerentwicklung
| Datum         | Einwohner               |
| ------------- | ----------------------- |
| 1. Dez. 1997: | 091 (Gebietsstand 2001) |
| 1. Dez. 2003: | 097                     |
| 1. Dez. 2004: | 101                     |
| 1. Dez. 2005: | 099                     |
| 1. Dez. 2006: | 096                     |
| 1. Jan. 2009: | 102                     |

## Kirchort Höskuldsstaðir
Etwa 10 km südlich von Skagaströnd steht auf dem Hof Höskuldsstaðir die 1963 eingeweihte Kirche Höskuldsstaðakirkja.
Sie hat rund 100 Sitzplätze, zwei Glocken von 1733 bzw. 1737 und ein Altargemälde von dem isländischen Maler Þórarinn Benedikt Þorláksson (1867–1924).
Bereits vor der Reformation gab es hier eine Kirche, die der hl. Maria und dem Apostel Petrus geweiht war.
Auf dem Friedhof befindet sich ein Runenstein aus dem 14. Jahrhundert.